# Barbus claudinae
Barbus claudinae är en fiskart som beskrevs av De Vos och Thys van den Audenaerde, 1990. Barbus claudinae ingår i släktet Barbus och familjen karpfiskar. IUCN kategoriserar arten globalt som starkt hotad. Inga underarter finns listade.